# Abbaye Saint-Magne de Füssen
L'abbaye Saint-Magne de Füssen est une ancienne abbaye bénédictine de Füssen, dans le diocèse d'Augsbourg, en Bavière.

## Histoire

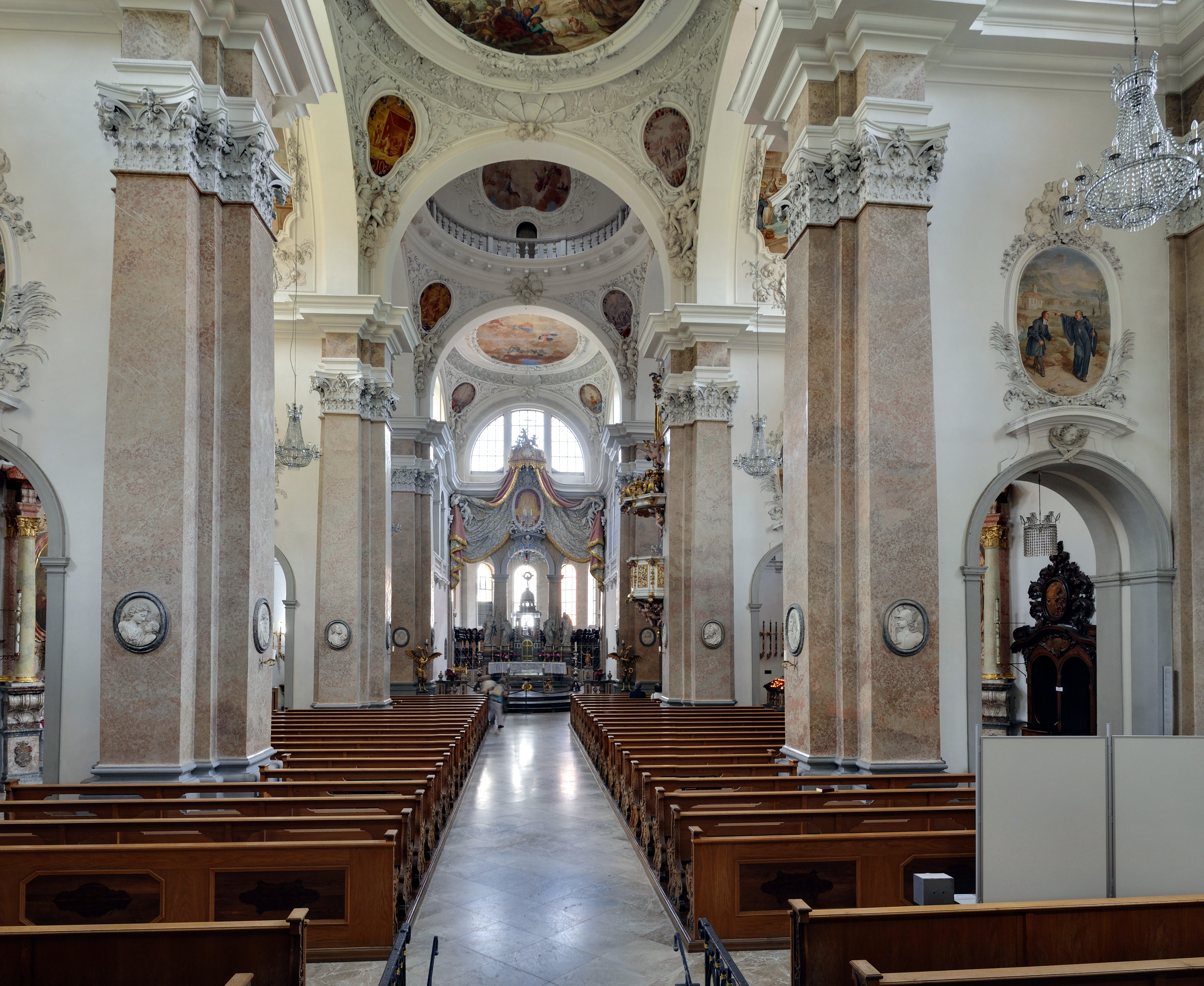
La nef de la basilique.

L'abbaye de Füssen est construite dans la première moitié du IXe siècle par les évêques d'Augsbourg. Cependant de premiers bâtiments remontent à l'ermite Magne, mort vers 666, qui avait construit une chapelle et un oratoire. Les miracles autour de son corps retrouvé intact amènent à l'élévation de l'abbaye.
Sa fondation a une motivation politique. Situé sur la route principale au Moyen Âge d'Augsbourg vers les Alpes et le nord de l'Italie, Füssen est à l'étroit dans la vallée du Lech, le monastère occupe une position géographique clé disputée entre les évêques d'Augsbourg et l'Empire germanique.
L'histoire de l'abbaye est marquée par l'apparition des Frères mineurs conventuels qui commandent de nouvelles constructions et décorations.
La Contre-Réforme fait de l'abbaye un monument baroque entre 1696 et 1726 plus intégré à la ville. L'architecte Johann Jakob Herkomer (de) conçoit des bâtiments bien symétriques par rapport aux premiers moyenâgeux. Ainsi on passe d'une basilique médiévale à une église baroque de modèle vénitien intégrant le reliquaire et une fresque racontant la vie du saint. Dans la seconde moitié du XVIIIe siècle, l'abbaye assure une assistance morale, éduque à la science, la musique.

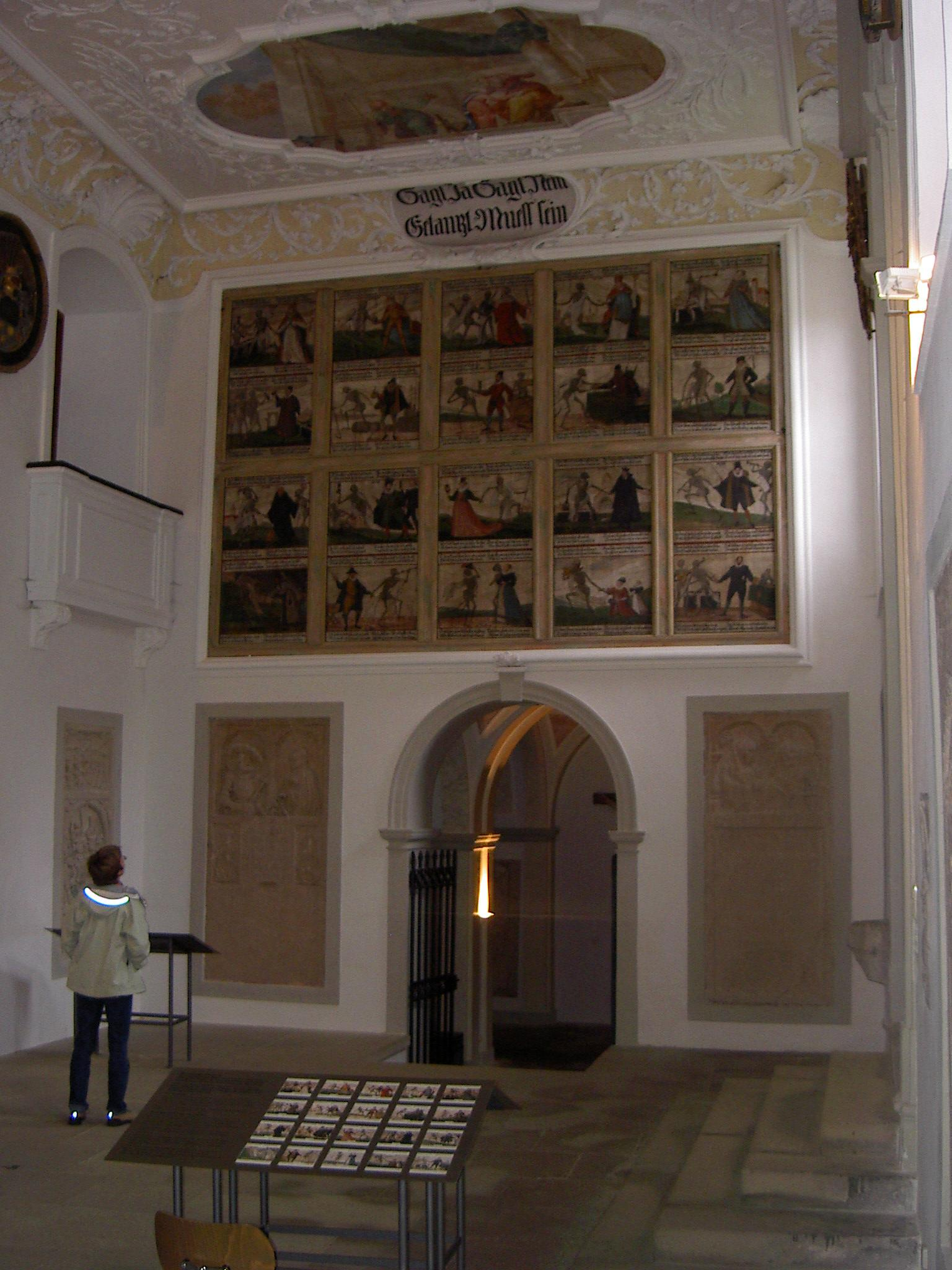
Jakob Hiebeler, la Danse macabre.

Le 11 décembre 1802, à la suite de l'occupation napoléonienne et du traité de Lunéville, le monastère devient la propriété de la maison d'Oettingen-Wallerstein. Le 15 janvier 1803, la comtesse Wilhelmine dissout la communauté et vide les lieux pour le 1er mars.
En 1819, François-Xavier Seelos, bienheureux en 2000, est baptisé dans l'église abbatiale.
En 1839, le chambellan du royaume de Bavière, Christoph Friedrich von Ponickau, achète l'abbaye Saint-Magne. Auparavant, en 1837, l'église de l'ancienne abbaye est transférée à la paroisse de Füssen.
En 1909, la ville acquiert les bâtiments qui sont la propriété de Ponickau. L'aile nord devient la mairie. L'aile sud abrite aujourd'hui le musée de la ville de Füssen, on peut visiter les salles baroques de l'abbaye.

## La chapelle Sainte-Anne
La chapelle originelle date du IXe siècle et sert de crypte aux membres de la maison Freyberg-Eisenberg (de).
En 1602, Jakob Hiebeler créé dans la chapelle la Danse macabre (de).

## Les constructions baroques

### La salle impériale
- Architecte: Carlo Andrea Maini
- Fresques: Franz Georg Hermann
- Construction: 1721-1723

Cette salle est conçue comme le centre de l'abbaye par l'architecte Johann Jakob Herkomer. Elle est ainsi dans l'entrée de l'abbaye. Son architecture et sa décoration avec colonnades montrent l'importance de l'abbaye. On l'appelle salle impériale, car Carlo Andrea Maini a conçu un "style impérial Charles VI", comme à Ottobeuren.
D'un autre côté, les fresques de Franz Georg Hermann illustrent la puissance de l'Ordre de Saint-Benoît. Elles s'appuient sur des symboles numériques comme le face-à-face des quatre vertus cardinales de l'église (le miroir de la prudence, l'épée du courage, l'échelle de la justice, la tempérance de la licorne) aux quatre continents terrestres alors connus (Europe, Amérique, Afrique, Asie).
Elle accueille depuis 1951 un festival de musique de chambre entre juin et septembre.

### La bibliothèque et le réfectoire
- Architecte: Johann Jakob Herkomer
- Fresques: Francesco Bernardini
- Sculptures: Anton Sturm (de)
- Peintures: Franz Anton Zeiler
- Construction: 1719

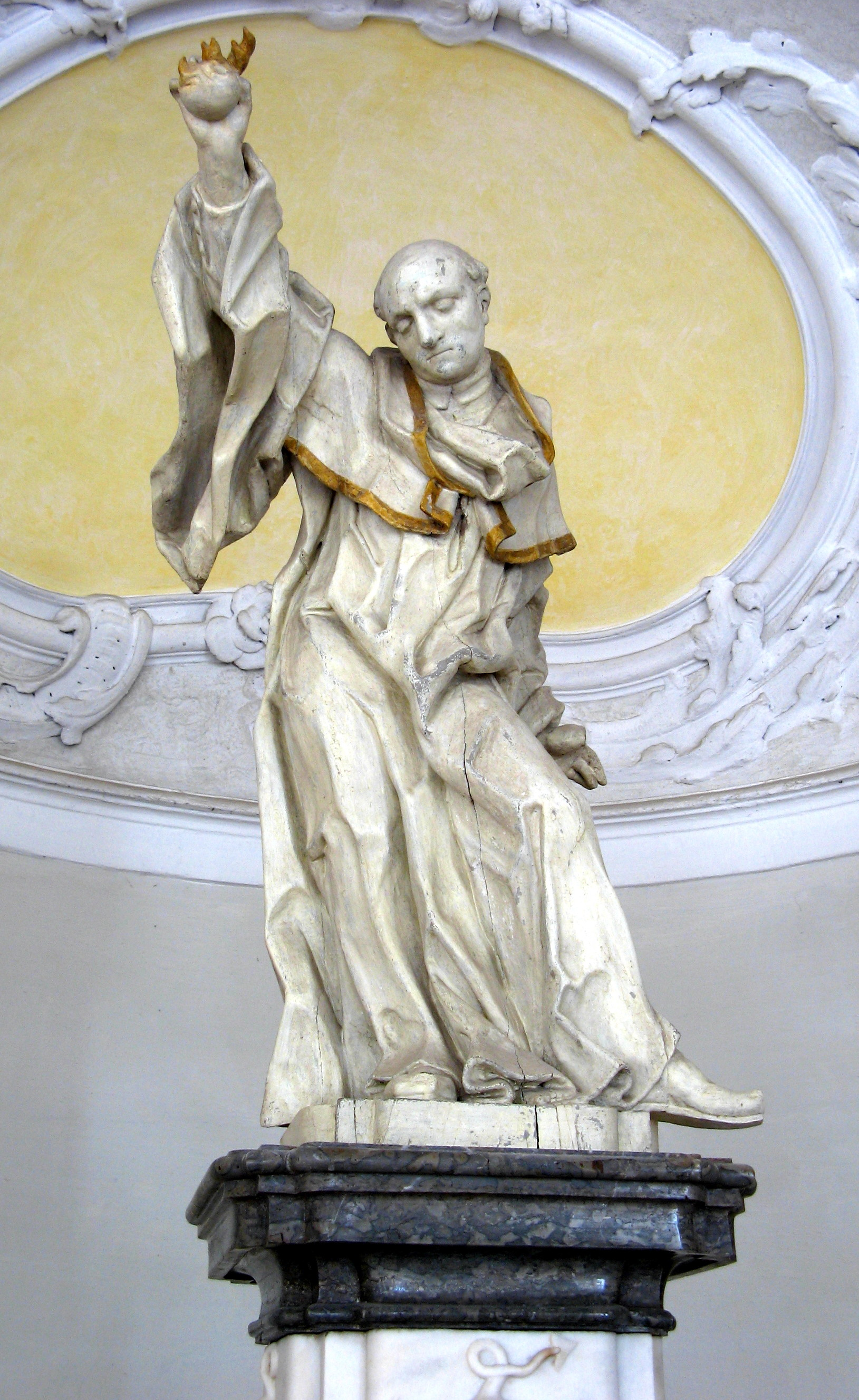
Magne de Füssen par Anton Sturm

La bibliothèque est souvent considérée l'une des salles les plus originales de la Souabe. Sa forme ovale est au centre de l'aile sud, donnant un visage à l'abbaye. La grande ouverture au centre de la pièce donne une vue sur le réfectoire. Elle symbolise l'unité de l'esprit et du corps, de la nourriture mentale et physique. À la fin du XVIIIe siècle, un instrument de musique mécanique est installé dans la bibliothèque.
En hiver, l'ouverture est fermée à cause du froid par des panneaux peints en 1781 par Franz Anton Zeiler représentant le char triomphal des fondateurs de l'ordre tiré par les quatre continents.
En été, les moines peuvent voir au plafond du réfectoire les fresques du dôme par Francesco Bernardini montrant quatre allégories féminines de la sagesse divine, la sagesse, la vérité et la connaissance. Une statue de Magne domine la fontaine.
Au moment de la sécularisation en 1803, les livres de la bibliothèque sont emballés dans des caisses et des tonneaux par les nouveaux propriétaires. Aujourd'hui, ils forment la bibliothèque Oettingen-Wallerstein et sont pour la plupart dans la bibliothèque de l'université d'Augsbourg.